# Batalha pela Lira

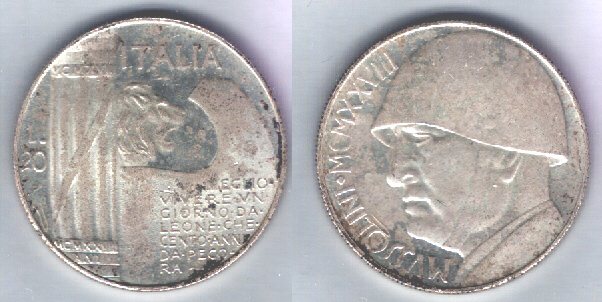
Moeda de 20 liras com a efígie de Benito Mussolini, datada de 1927.

A Batalha pela Lira foi uma política econômica empreendida pelos fascistas na Itália durante a década de 1920 como uma tentativa de levantar reivindicações de que a Itália deveria se tornar uma grande potência.

## Objetivos
A política tinha vários objetivos. Estes incluíam:
- Fixar a lira à taxa de 90 ("Taxa 90") por libra esterlina (£)
- Reduzir a inflação
- Confirmar a imagem do fascismo trazendo estabilidade
- Mostrar ao mundo que a Itália pode ser uma grande força, com uma moeda forte